# Agerbæk SF
Agerbæk SF er en forening i Agerbæk nær Varde, som blev stiftet i 1981. De tilbyder en række forskellige sportsgrene, så som: fodbold, badminton, gymnastik, håndbold, petanque, tennis og volleyball.
Fodboldklubben spiller til dagligt i Jyllandsserien